# Saint-Étienne-au-Mont
Pour les articles homonymes, voir Saint-Étienne (homonymie).
Ne pas confondre avec l'ancienne commune de Saint-Étienne-aux-Monts dans le sud-est, ou l'église Saint-Étienne-du-Mont de Paris.
Saint-Étienne-au-Mont est une commune française située dans le département du Pas-de-Calais en région Hauts-de-France. Ses habitants sont appelés les Stéphanois. La commune est membre de la communauté d'agglomération du Boulonnais.
La commune, qui prend le nom de Saint-Étienne-au-Mont en 1937, est située dans l'ouest du département du Pas-de-Calais et drainée par la Liane. Elle se trouve à 5 km au sud de la commune de Boulogne-sur-Mer. C’est une commune de type ceinture urbaine, appartenant à l’unité urbaine de Boulogne-sur-Mer, avec une population de 5 051 habitants au dernier recensement de 2022. La commune est répartie dans deux espaces très différents, distants de plusieurs kilomètres et souvent considérés comme indépendants par la population locale : Pont-de-Briques (milieu urbain, à l'est) et Écault (milieu rural, à l'ouest).
Sur le plan des milieux naturels et de la biodiversité, le territoire communal est riche de deux espaces protégés et gérés, le parc naturel régional des Caps et Marais d'Opale et les dunes d'Écault, de trois ZNIEFF et d'un site Natura 2000.
Sur le territoire communal se trouve le château d'Audisque qui fait l’objet d’une inscription au titre des monuments historiques.

## Géographie

### Localisation

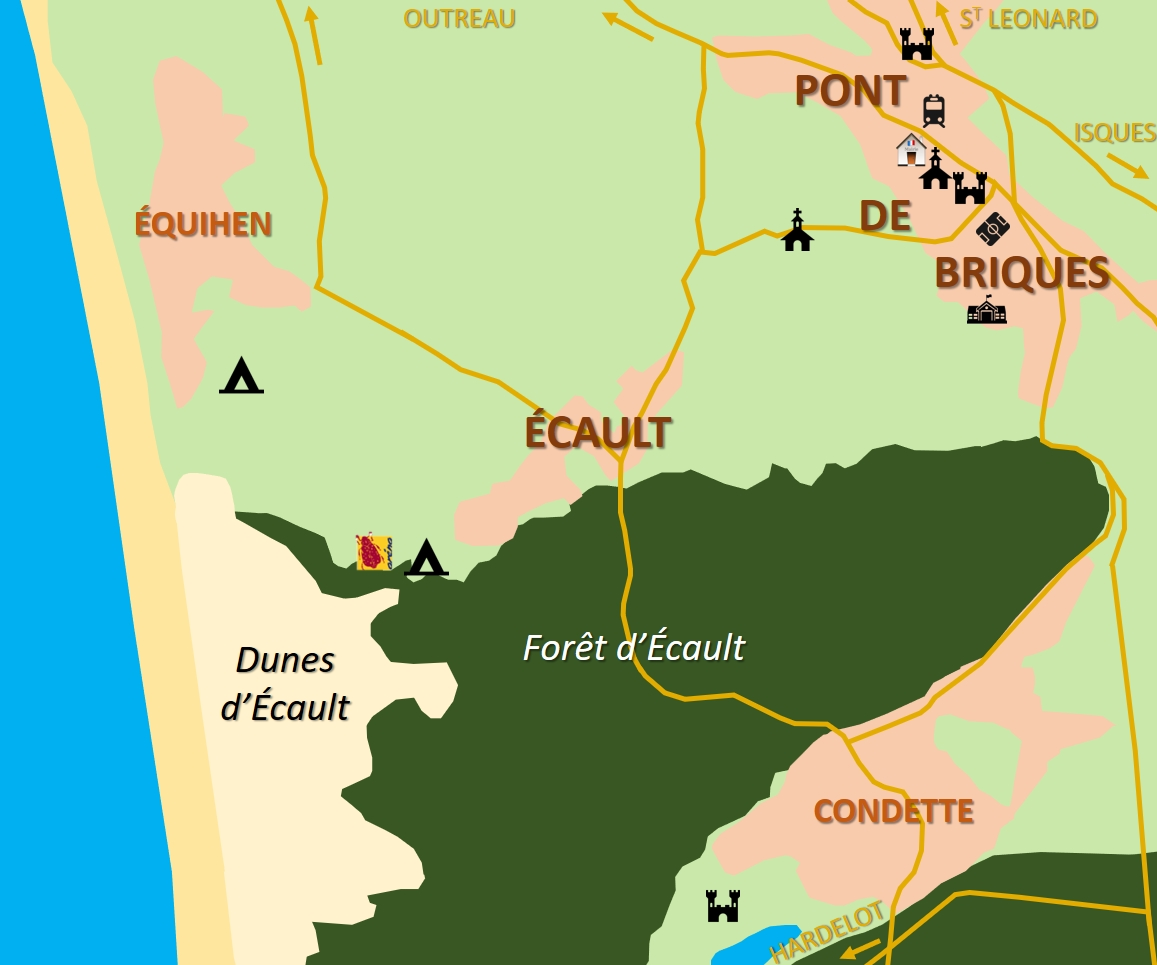
Plan de Saint-Étienne-au-Mont : Écault, Pont-de-Briques et le site naturel.

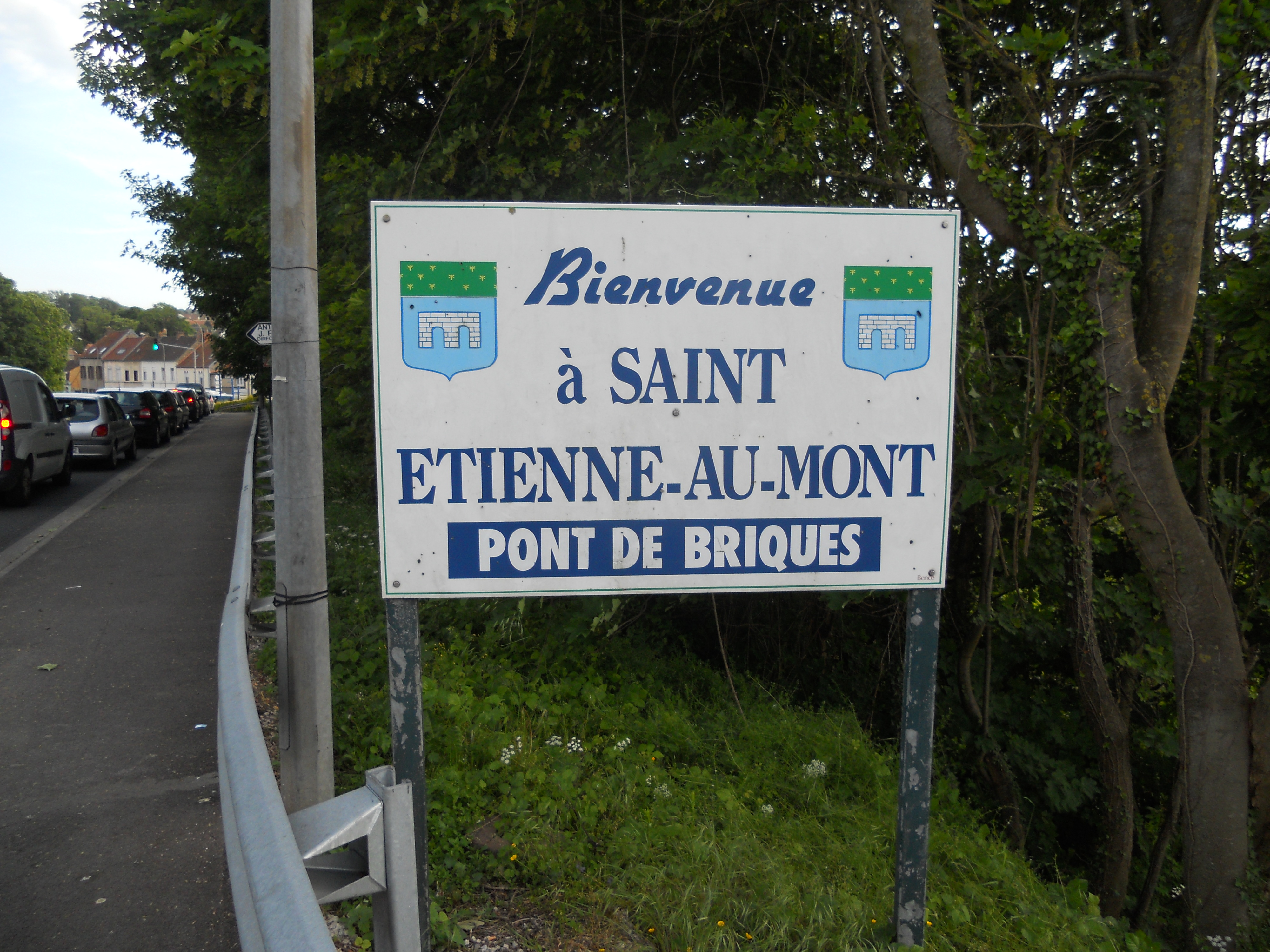
Panneau d'entrée de Pont-de-Briques sur la RD 940.

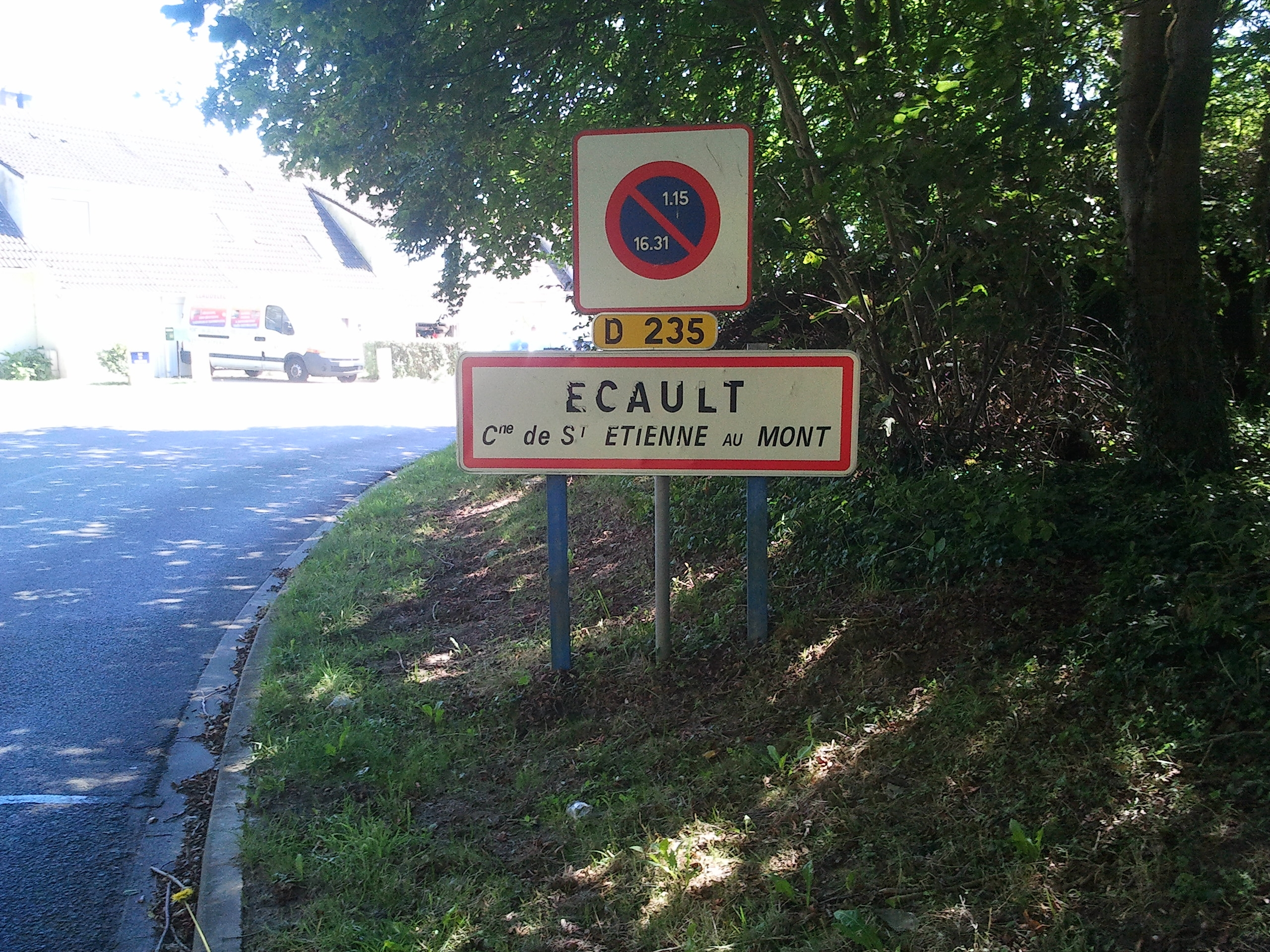
Panneau d'entrée d'Écault sur la RD 235.

Localisée dans l'ouest du département du Pas-de-Calais, sur le littoral de la Côte d'Opale, Saint-Étienne-au-Mont est une commune de la vallée de la Liane située, à vol d'oiseau, à 5 km au sud de la commune de Boulogne-sur-Mer (aire d'attraction et chef-lieu d'arrondissement).
Le territoire de la commune est divisé en deux parties, distantes de plusieurs kilomètres :
- Pont-de-Briques, à l'est, est un milieu urbain, assez densément peuplé, où se trouve le centre-ville de la commune ;
- Écault, à l'ouest, est un milieu rural, majoritairement composé de pâturages, de champs et d'espaces naturels. Il est situé au bord de la Manche, sur la Côte d'Opale.

Les deux territoires dépendent administrativement de la même commune, Saint-Étienne-au-Mont, et de la même mairie (située à Pont-de-Briques) mais sont souvent considérés comme indépendants par la population locale.
Le territoire de la commune est limitrophe de ceux de six communes.
Les communes limitrophes sont Outreau, Condette, Équihen-Plage, Isques, Neufchâtel-Hardelot et Saint-Léonard.

### Géologie et relief
Le territoire communal se situe à l'intérieur de la boutonnière du Boulonnais, sa superficie est de 14,05 km2 ; son altitude varie de 3  à   113 m.
Le hameau d'Écault est situé sur un mont qui s'élève à 100 m d'altitude, tandis que Pont-de-Briques s'étend sur les rives de la Liane et sur une île dans le lit du fleuve. Les deux territoires sont reliées par deux routes très pentues (l'une à 9 %, l'autre à 15 %) ainsi qu'une autre bien moins empruntée (à 17 %). La mairie de Saint-Étienne-au-Mont se trouve à environ 19 m d'altitude.
Le site naturel d'Écault, à l'ouest, est formé par la forêt d'Écault et les dunes d'Écault. La plage d'Écault d'une longueur de 2 555 mètres, est située derrière cet ensemble, entre les plages d'Équihen au nord et d'Hardelot au sud.

### Hydrographie
La commune, située dans le bassin Artois-Picardie, est, selon le Service d'administration nationale des données et référentiels sur l'eau (Sandre), drainée par dix cours d'eau :
- le fleuve côtier la Liane, d'une longueur de 38,24 km, qui prend sa source dans la commune de Quesques et se jette dans la Manche au niveau de la commune de Boulogne-sur-Mer[6] ;

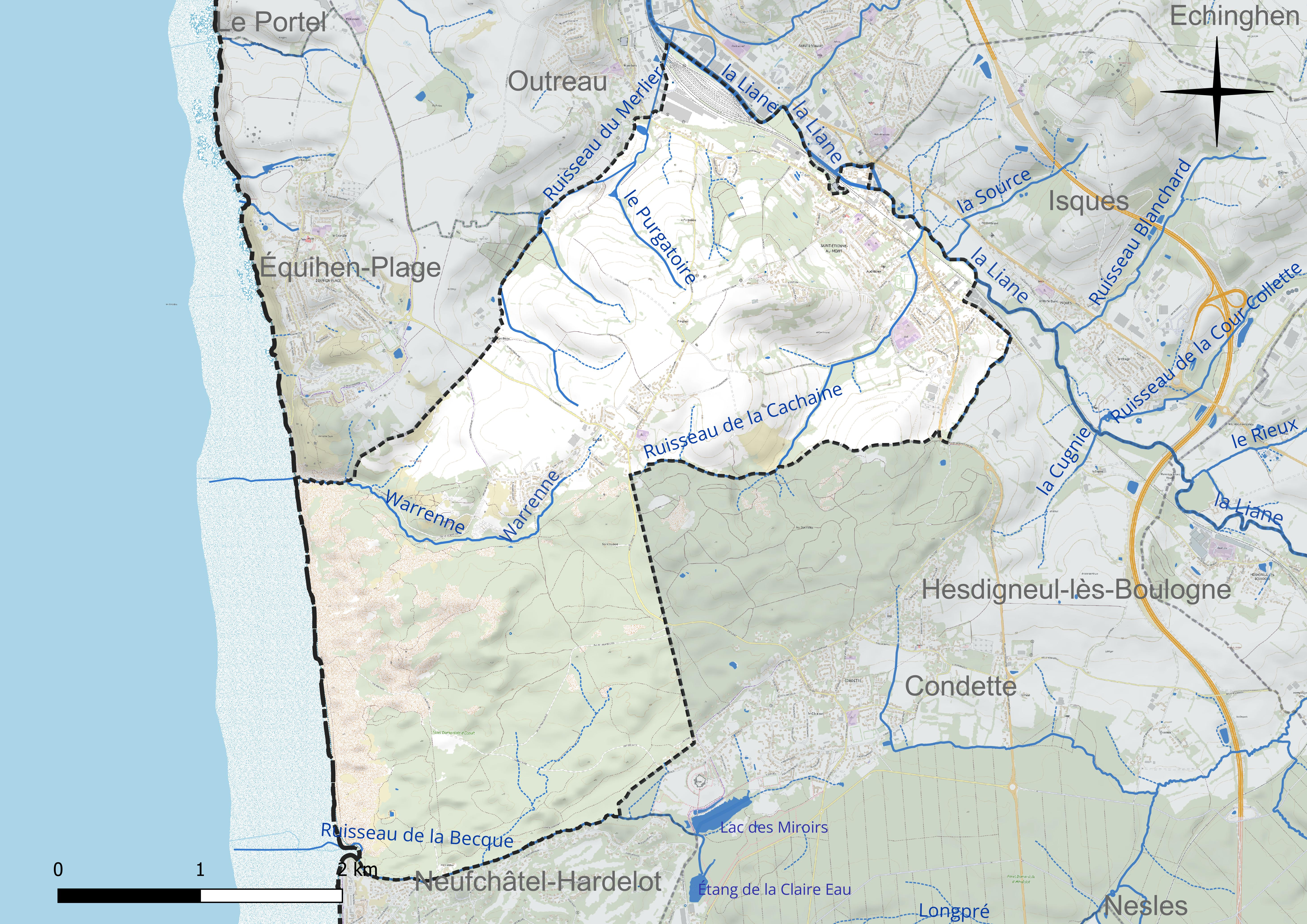
Réseau hydrographique de Saint-Étienne-au-Mont.

- le Ruisseau de la Corette, d'une longueur de 8,86 km qui prend sa source dans la commune de La Capelle-lès-Boulogne et se jette dans la Liane au niveau de la commune[7] ;
- le ruisseau de la Becque, d'une longueur de 4,82 km qui prend sa source dans la commune de Condette[8] ;
- le ruisseau du Merlier, d'une longueur de 3,46 km, qui prend sa source dans la commune et se jette dans la Liane au niveau de la commune de Saint-Léonard[9] ;
- La Warrenne, d'une longueur de 3,43 km, qui prend sa source à Écault (hameau de Saint-Étienne-au-Mont) et se jette dans la Manche au niveau de la commune d'Équihen-Plage[10] ;
- la Cachaine, d'une longueur de 3,2 km, qui prend sa source à Condette et se jette dans la Liane au niveau de la commune[11] ;
- la Source, d'une longueur de 1,34 km qui prend sa source dans la commune d'Isques et se jette dans la Liane au niveau de la commune[12] ;
- le ruisseau des Dunes, d'une longueur de 1,09 km qui prend sa source dans la commune[13] ;
- le Mouton Blanc, d'une longueur de 0,94 km, qui prend sa source dans la commune et se jette dans le ruisseau du Merlier au niveau de la commune[14] ;
- le Purgatoire, d'une longueur de 0,82 km qui prend sa source dans la commune[15].

### Climat
Pour des articles plus généraux, voir Climat des Hauts-de-France et Climat du Nord-Pas-de-Calais.
En 2010, le climat de la commune est de type climat océanique franc, selon une étude du Centre national de la recherche scientifique (CNRS) s'appuyant sur une série de données couvrant la période 1971-2000. En 2020, Météo-France publie une typologie des climats de la France métropolitaine dans laquelle la commune est exposée à un climat océanique et est dans la région climatique Côtes de la Manche orientale, caractérisée par un faible ensoleillement (1 550 h/an) ; forte humidité de l’air (plus de 20 h/jour avec humidité relative > 80 % en hiver), vents forts fréquents.
Pour la période 1971-2000, la température annuelle moyenne est de 10,6 °C, avec une amplitude thermique annuelle de 12,6 °C. Le cumul annuel moyen de précipitations est de 941 mm, avec 12,8 jours de précipitations en janvier et 8,3 jours en juillet. Pour la période 1991-2020, la température moyenne annuelle observée sur la station météorologique la plus proche, située sur la commune de Boulogne-sur-Mer à 5 km à vol d'oiseau, est de 11,2 °C et le cumul annuel moyen de précipitations est de 824,5 mm,. Pour l'avenir, les paramètres climatiques de la commune estimés pour 2050 selon différents scénarios d'émission de gaz à effet de serre sont consultables sur un site dédié publié par Météo-France en novembre 2022.
| Mois                                  | jan.             | fév.             | mars            | avril         | mai            | juin          | jui.          | août          | sep.           | oct.            | nov.            | déc.            | année      |
| ------------------------------------- | ---------------- | ---------------- | --------------- | ------------- | -------------- | ------------- | ------------- | ------------- | -------------- | --------------- | --------------- | --------------- | ---------- |
| Température minimale moyenne (°C)     | 3,4              | 3,4              | 5               | 7             | 9,8            | 12,5          | 14,7          | 15,3          | 13,2           | 10,3            | 6,8             | 4,1             | 8,8        |
| Température moyenne (°C)              | 5,3              | 5,4              | 7,4             | 9,8           | 12,7           | 15,3          | 17,4          | 18            | 15,8           | 12,6            | 8,8             | 6               | 11,2       |
| Température maximale moyenne (°C)     | 7,1              | 7,3              | 9,7             | 12,7          | 15,6           | 18,1          | 20,1          | 20,7          | 18,5           | 14,9            | 10,8            | 7,9             | 13,6       |
| Record de froid (°C) date du record   | −13,4 12.01.1987 | −13,6 01.02.1956 | −7,8 07.03.1971 | −2 14.04.1966 | 1,6 07.05.1997 | 4 02.06.1962  | 8 04.07.1965  | 9 31.08.1956  | 5,8 22.09.1979 | −1 29.10.1947   | −5,6 30.11.1978 | −9,6 29.12.1996 | −13,6 1956 |
| Record de chaleur (°C) date du record | 16,4 01.01.22    | 18,9 26.02.19    | 22,7 30.03.17   | 26 16.04.1949 | 31,2 27.05.05  | 33,3 29.06.19 | 39,6 19.07.22 | 34,8 11.08.03 | 32,6 10.09.23  | 27,2 01.10.1985 | 19,1 01.11.15   | 17,2 10.12.1978 | 39,6 2022  |
| Précipitations (mm)                   | 77               | 56               | 48              | 48,1          | 54,6           | 48            | 54,3          | 63,2          | 69,6           | 95,8            | 106,8           | 103,1           | 824,5      |

### Paysages
Pour un article plus général, voir Paysage en France.
La commune est située à la jonction de deux paysages tel qu’ils sont définis dans l’atlas des paysages de la région Nord-Pas-de-Calais, conçu par la direction régionale de l'Environnement, de l'Aménagement et du Logement (DREAL), : 
- le « paysage des dunes et estuaires d’Opale », qui concerne 23 communes, s’étend le long de la côte sur environ 30 kilomètres, de la baie d’Authie à Équihen-Plage, et sur deux à quatre kilomètres de large. Les paysages des dunes et des estuaires cèdent la place aux abrupts des falaises, au niveau d’Equihen-Plage. Les dunes littorales se sont constituées récemment, depuis le Moyen Âge, et ont envahi le relief intérieur en constituant des dunes plaquées sur les falaises fossiles, spécificité locale. Les résurgences de sources au pied de ces falaises proviennent de la nappe de la craie et sont à l’origine de nombreux ruisseaux et zones humides dans les Bas-Champs, surtout visibles entre Étaples et Rang-du-Fliers.

Ce paysage des dunes et estuaires d’Opale est constitué : d’un peu plus de 40 % de dunes et de plages, dont 28 % d’espaces dunaires, dont certains sont boisés comme à Hardelot-Plage et au Touquet-Paris-Plage ; de 22 et 25 % au niveau de la baie d’Authie et des Bas Champs, Bas Champs majoritairement en prairies ; de 20 % par les communes et d’un peu plus de 5 % par les cours d’eau et les marais arrière-littoraux, entre Merlimont et Rang-du-Fliers, comme le marais de Balançon défini réseau Natura 2000.

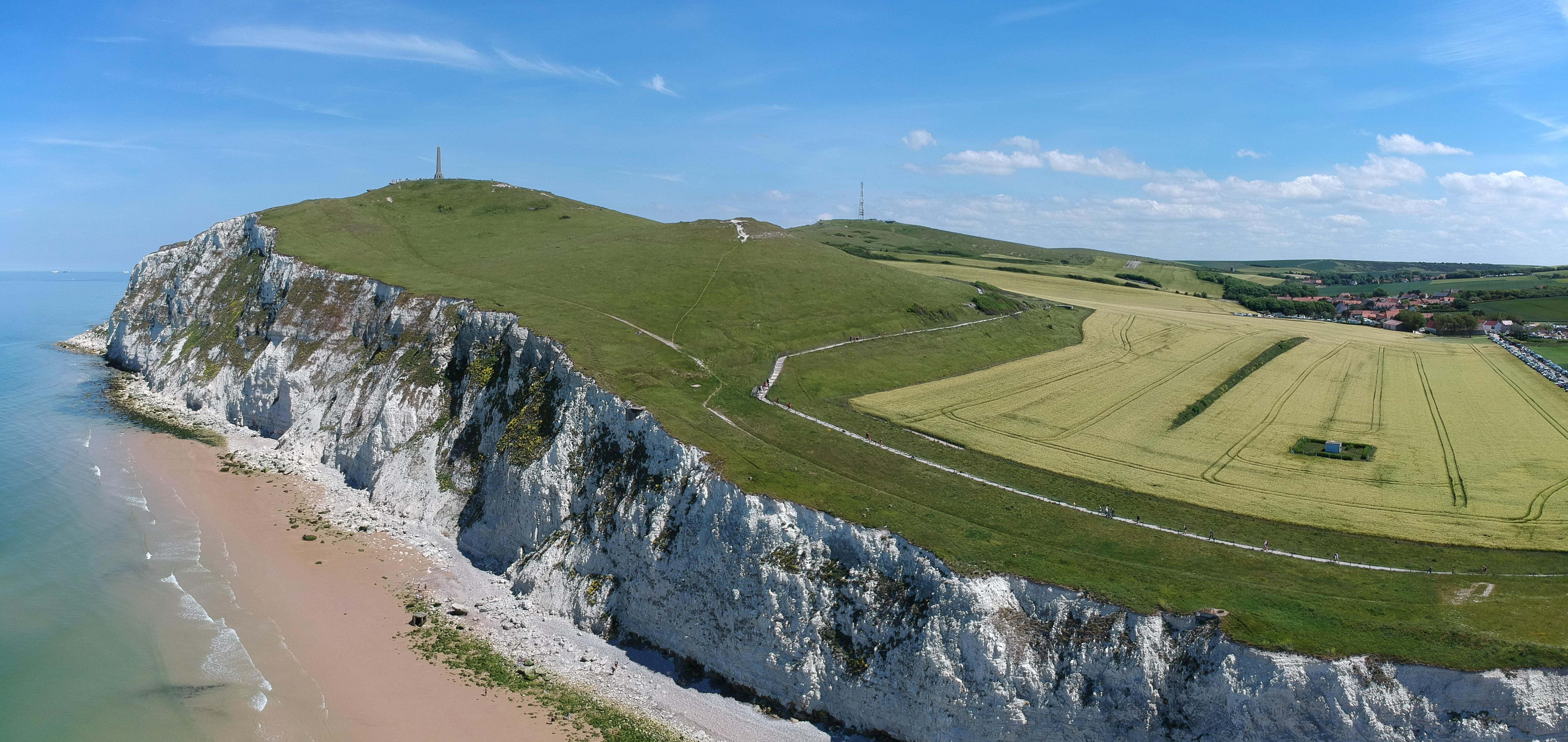
Une vue de ces « paysages des falaises d’Opale » et le cap Blanc-Nez.

- les « paysages des falaises d’Opale », qui concernent 30 communes, s’étendent le long de la côte, d’Équihen-Plage  à Sangatte, sur une bande d’environ 50 kilomètres de long et d’un maximum de 5 kilomètres de large, l'autoroute A 16 étant la frontière à l'est. Ils sont constitués, d’une part, par les falaises d’Opale où se trouve le grand site des Deux Caps qui, avec le cap Blanc-Nez, culmine à 150 mètres, ces falaises offrent un belvédère sur le détroit du Pas de Calais  avec la possibilité de voir les côtes d’Angleterre, et d’autre part, vers l’intérieur des terres, avec les paysages littoraux qui jouxtent ceux des coteaux calaisiens et du pays de Licques, d'un paysage alternant collines, vallons et bocages.

L’occupation des sols se répartit en 43 % de cultures pour les paysages arrière-littoraux, 20 % de sols artificialisés, 20 % de prairies et forêts et 10 % de plage.
Les crans constituent une des particularités de ces côtes à falaises. Les crans sont des vallées suspendues qui se sont retrouvées le « nez en l’air », soit du fait de l’affaissement du détroit du Pas de Calais, soit par la baisse du niveau de la mer comme le cran d’Escalles, le cran Mademoiselle, le cran Poulet, le cran Barbier, le cran des Sillers, le cran de Quette et le cran aux Œufs, situés, eux, sur la commune d’Audinghen.
Ces paysages sont traversés par trois fleuves côtiers, la Liane (Boulogne-sur-Mer), le Wimereux (Wimereux) et la Slack (Ambleteuse), et par le sentier de grande randonnée GR 120 ou GR littoral, appelé aussi sentier des douaniers, qui chemine le long de ces paysages et offre un magnifique panorama.

### Milieux naturels et biodiversité

#### Espaces protégés et gérés
La protection réglementaire est le mode d’intervention le plus fort pour préserver des espaces naturels remarquables et leur biodiversité associée.
Dans ce cadre, la commune fait partie de deux espaces protégés et gérés : 
- le parc naturel régional des Caps et Marais d'Opale, d’une superficie de 132 499 ha réparties sur 154 communes, géré par le syndicat mixte d'aménagement et de gestion du parc naturel régional des Caps et Marais d'Opale[26] ;
- les dunes d'Écault, d’une superficie de 190,919 hectares, terrain acquis par le Conservatoire du littoral[27].

#### Zones naturelles d'intérêt écologique, faunistique et floristique
L’inventaire des zones naturelles d'intérêt écologique, faunistique et floristique (ZNIEFF) a pour objectif de réaliser une couverture des zones les plus intéressantes sur le plan écologique, essentiellement dans la perspective d’améliorer la connaissance du patrimoine naturel national et de fournir aux différents décideurs un outil d’aide à la prise en compte de l’environnement dans l’aménagement du territoire.
Le territoire communal comprend trois ZNIEFF de type 1 : 
- les dunes d’Écault et de Condette, d’une superficie de 1 313 ha et une hauteur maximale de 108 mètres. Cet espace dunaire littoral est composé de dunes basses récentes et de dunes plus anciennes, en partie plaquées sur l’ancienne falaise Jurassique et les collines intérieures du Boulonnais[28] ;
- les pelouses siliceuses d’Écault, d’une superficie de 31 hectares et d'une altitude variant de 50  à   86 mètres. Ce site correspond à un ensemble de dunes totalement décalcifiées plaquées sur des falaises jurassiques[29] ;
- les vallons d’Outreau et d'Équihen-Plage, d’une superficie de 340 hectares et d'une altitude variant de 34 à 94 mètres, sont constitués d'une succession de vallons et de buttes de type bocager[30].

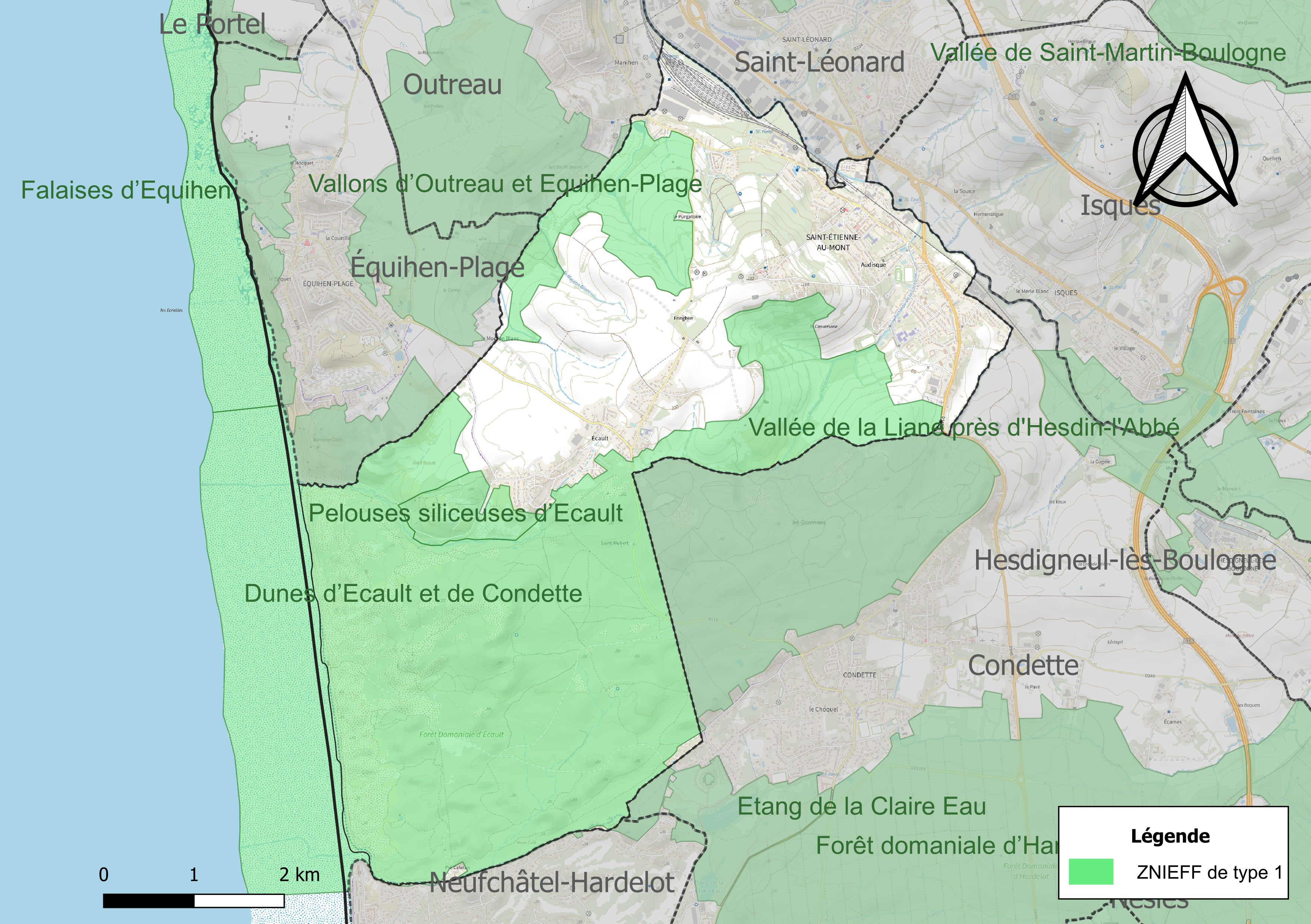
Carte des ZNIEFF sur la commune.

#### Site Natura 2000
Le réseau Natura 2000 est un réseau écologique européen de sites naturels d’intérêt écologique élaboré à partir des directives « habitats » et « oiseaux ». Ce réseau est constitué de zones spéciales de conservation (ZSC) et de zones de protection spéciale (ZPS). Dans les zones de ce réseau, les États membres s'engagent à maintenir dans un état de conservation favorable les types d'habitats et d'espèces concernés, par le biais de mesures réglementaires, administratives ou contractuelles.
Sur la commune, un site Natura 2000 de type B est défini en site d'importance communautaire (SIC) : l'estuaire de la Canche, les dunes picardes plaquées sur l'ancienne falaise, la forêt d'Hardelot et la falaise d'Équihen, d’une superficie de 1 661 hectares réparties sur neuf communes et une hauteur maximale de 151 mètres.

#### Espèces faunistiques et floristiques
L’Inventaire national du patrimoine naturel (INPN) recense plusieurs espèces faunistiques et floristiques sur le territoire de la commune dont certaines sont protégées et d’autres menacées et quasi-menacées.

## Urbanisme

### Typologie
Au 1er janvier 2024, Saint-Étienne-au-Mont est catégorisée ceinture urbaine, selon la nouvelle grille communale de densité à sept niveaux définie par l'Insee en 2022.
Elle appartient à l'unité urbaine de Boulogne-sur-Mer, une agglomération intra-départementale regroupant huit  communes, dont elle est une commune de la banlieue,,. Par ailleurs la commune fait partie de l'aire d'attraction de Boulogne-sur-Mer, dont elle est une commune de la couronne,. Cette aire, qui regroupe 80 communes, est catégorisée dans les aires de 50 000 à moins de 200 000 habitants,.
La commune, bordée par la Manche, est également une commune littorale au sens de la loi du 3 janvier 1986, dite loi littoral. Des dispositions spécifiques d’urbanisme s’y appliquent dès lors afin de préserver les espaces naturels, les sites, les paysages et l’équilibre écologique du littoral, tel le principe d'inconstructibilité, en dehors des espaces urbanisés, sur la bande littorale des 100 mètres, ou plus si le plan local d’urbanisme le prévoit.

### Occupation des sols
L'occupation des sols de la commune, telle qu'elle ressort de la base de données européenne d’occupation biophysique des sols Corine Land Cover (CLC), est marquée par l'importance des forêts et milieux semi-naturels (45,3 % en 2018), en augmentation par rapport à 1990 (40,6 %). La répartition détaillée en 2018 est la suivante : 
forêts (36 %), zones agricoles hétérogènes (22,8 %), prairies (12,4 %), zones urbanisées (12,3 %), espaces ouverts, sans ou avec peu de végétation (8,3 %), terres arables (5,2 %), zones industrielles ou commerciales et réseaux de communication (1,9 %), milieux à végétation arbustive et/ou herbacée (1 %), zones humides côtières (0,1 %). L'évolution de l’occupation des sols de la commune et de ses infrastructures peut être observée sur les différentes représentations cartographiques du territoire : la carte de Cassini (XVIIIe siècle), la carte d'état-major (1820-1866) et les cartes ou photos aériennes de l'IGN pour la période actuelle (1950 à aujourd'hui).

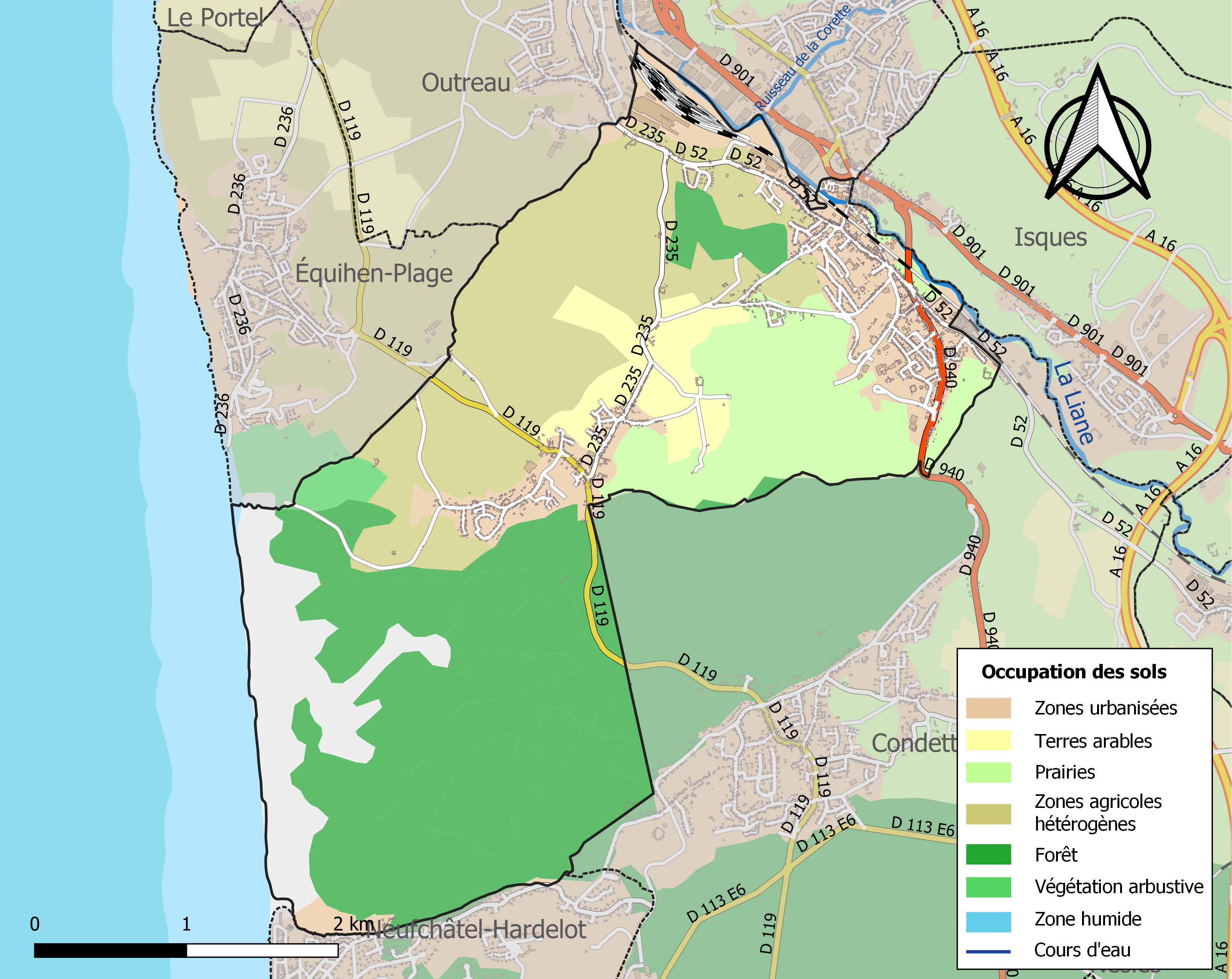
Carte des infrastructures et de l'occupation des sols de la commune en 2018 (CLC).

### Documents d'urbanisme
Le schéma de cohérence territoriale (SCOT) du Boulonnais est approuvé en septembre 2013. Un plan local d'urbanisme (PLU) intercommunal, intégrant un programme local de l'habitat (PLH), a également été présenté en 2015, dont la version corrigée a été adoptée en 2016.

### Logement
La partie urbanisée du territoire se trouve principalement à Pont-de-Briques, sur les rives de la Liane.
En 2022, le nombre total de logements dans la commune était de 2 316, alors qu'il était de 2 213 en 2016 et de 2 085 en 2011
, soit une progression du nombre total de logements de 11,1 % depuis 2011.
Parmi ces 2 316 logements, 91,5 % étaient des résidences principales, (soit 2 120 logements), 1,1 % des résidences secondaires et 7,3 % des logements vacants. Ces logements étaient pour 79,2 % d'entre eux des maisons individuelles et pour 20,6 % des appartements.
Sur les 2 120 résidences principales, 59,2 % sont occupées par des propriétaires, 39,7 % par des locataires et 1,0 % par des personnes logées gratuitement.
Le tableau ci-dessous présente la typologie des logements à Saint-Étienne-au-Mont en 2022 en comparaison avec celle du Pas-de-Calais et de la France entière. Une caractéristique marquante du parc de logements est ainsi la faible proportion des résidences secondaires et logements occasionnels (1,1 %) par rapport au département (6,6 %) et à la France entière (9,7 %) ainsi que d'une proportion de logements vacants (7,3 %) légèrement supérieure à celle du département (7,2 %) et inférieure de la France entière (8 %).
| Typologie                                               | Saint-Étienne-au-Mont | Pas-de-Calais | France entière |
| ------------------------------------------------------- | --------------------- | ------------- | -------------- |
| Résidences principales (en %)                           | 91,5                  | 86,2          | 82,3           |
| Résidences secondaires et logements occasionnels (en %) | 1,1                   | 6,6           | 9,7            |
| Logements vacants (en %)                                | 7,3                   | 7,2           | 8              |

### Voies de communication et transports

#### Voies de communication
La commune est traversée par les routes départementales RD 940 (Étaples - Boulogne via Pont-de-Briques)  et RD 119 (Neufchâtel-Hardelot - Boulogne via Écault).
L'autoroute A16 (de Paris à Dunkerque, via Amiens et Calais) passe à proximité de la commune, la desservant par le biais des sorties no 27 à no 29.

#### Transports
Saint-Étienne-au-Mont est également desservie par les lignes de bus du réseau Marinéo ainsi que par la ligne de bus du réseau interurbain Oscar.

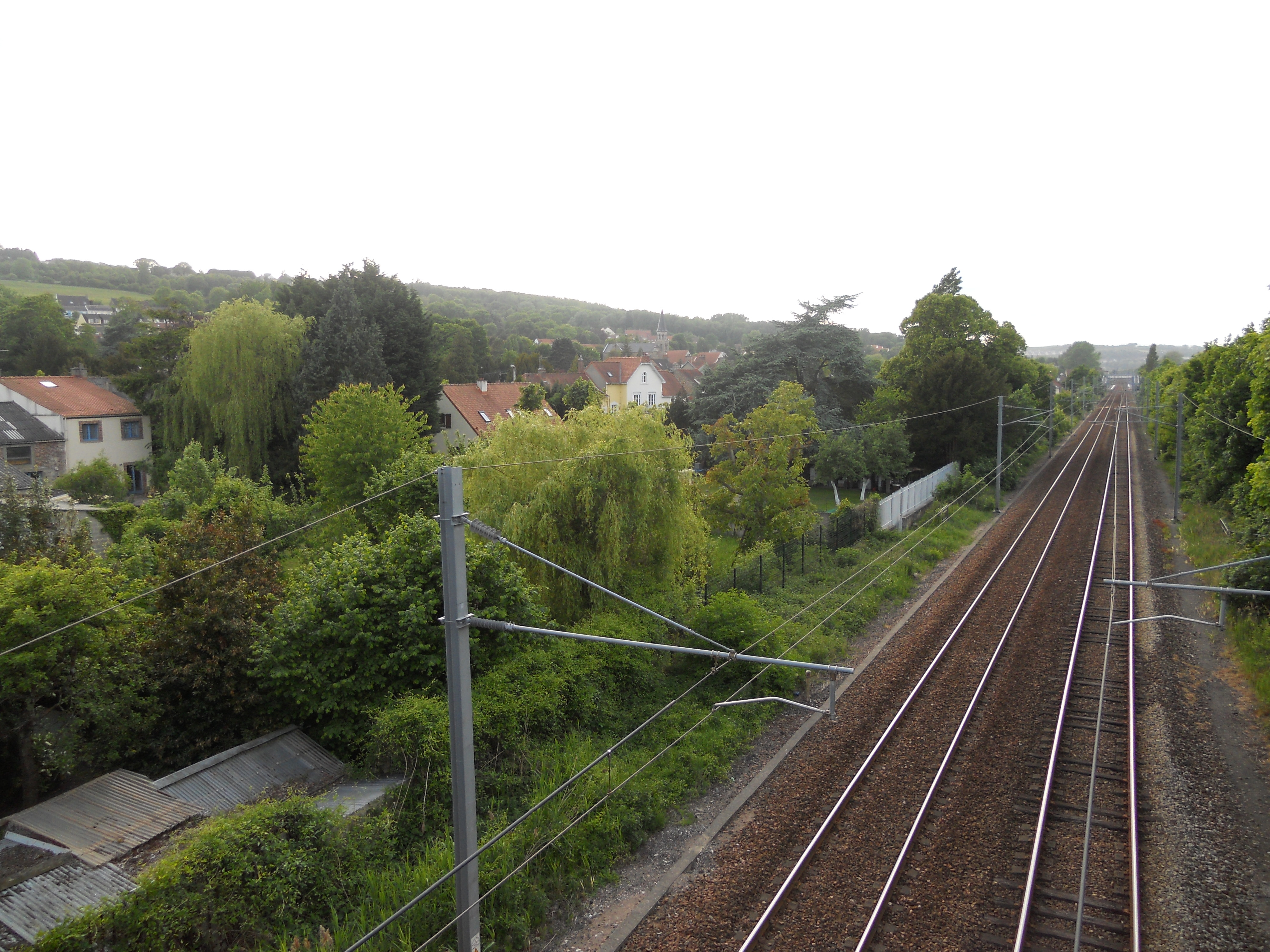
La gare de Pont-de-Briques vue au fond, avec la ligne d'Amiens à Boulogne-sur-Mer.

La gare de Pont-de-Briques est desservie par des TER Hauts-de-France sur la ligne Amiens-Boulogne. Les gares plus importantes à proximité sont celles de Boulogne-Ville (à 10 minutes en voiture) et de Calais-Fréthun (à 30 minutes).
Dans la commune fonctionnait, de 1908 à 1951, la ligne de tramway de Boulogne-sur-Mer à Hardelot, une ancienne ligne de tramway qui circulait de Boulogne-sur-Mer jusqu’à la station balnéaire d’Hardelot-Plage.

### Risques naturels et technologiques
La commune est reconnue en état de catastrophe naturelle à la suite des inondations et coulées de boue aux abords de la Liane à Pont-de-Briques du 1er au 3 novembre 2012.
À la suite du passage des tempêtes Ciarán, Domingos et Elisa et des inondations et coulées de boue qui se sont produites, la commune est reconnue, par arrêté du 14 novembre 2023, en état de catastrophe naturelle pour inondations et coulées de boue sur la période du 2 au 12 novembre 2023, comme 179 autres communes du département.

## Toponymie

### Saint-Étienne-au-Mont
Le nom de la localité est attesté sous les formes Sanctus Stephanus en 1121 ; Saint Estevene en 1286 ; Sainct-Estienne en 1559 ; Saint-Étienne-au-Mont-les-Boulogne au XVIIIe siècle ; Audisque en 1793 ; Saint Etienne en 1793 ; Saint-Étienne et Saint-Etienne de 1801 à 1936 ; en 1937, le nom de la commune devient Saint-Étienne-au-Mont ,. Ce nom fait référence au mont de Saint-Étienne, sur lequel est bâtie l'église d'Écault.
Durant la Révolution française, la commune, alors nommée Saint-Étienne, prend le nom d'Audisque.
En 1937, le nom de la commune devient Saint-Étienne-au-Mont en 1937,. Ce nom fait référence au mont de Saint-Étienne, sur lequel est bâtie l'église d'Écault.
Saint-Étienne est un hagiotoponyme.

### Écault
Le nom de la localité est attesté sous les formes Hecout en 1109 ; Hecolt en 1208 ; Écaut en 1390 ; Escault en 1525 ; Écault en 1553 ; Gd et Pt Écaux en 1774 et Écaux au XVIIIe siècle.
Ses habitants sont appelés les Écaultois.

### Pont-de-Briques
Dans le terme « Pont de Briques », le mot « briques » n’a rien à voir avec les matériaux du même nom. Il s’agit d'un vieux terme germanique, « Bricke », qui désigne un pont, ce qui reviendrait à traduire « Pont de Briques » par « le Pont du Pont ».
Ses habitants sont appelés les Pont-de-Briquois.

### Nom utilisé par la Poste
Pour la rédaction d'adresses postales, la Poste accepte l'utilisation du nom de la commune "Saint-Étienne-au-Mont" autant que celui des deux villages "Pont-de-Briques" et "Écault". Le nom "Pont-de-Briques Saint-Étienne" est également souvent utilisé à tort pour désigner la commune.

## Histoire

### Antiquité
Pendant l'Antiquité, le site était occupé par les Morins. La Liane était un fleuve aux eaux abondantes et son estuaire devenait à chaque marée un véritable lac qui s'étendait jusqu'à Isques, village qui tire d'ailleurs son nom d'un mot celte signifiant « eau ». À marée basse, le lac faisait place à une lagune impraticable.
Pour relier les deux rives et mettre en relation la péninsule d'Outreau et tout le pays au sud de la Liane avec Boulogne-sur-Mer qui s'appelait alors Gesoriacum, et également pour briser la violence du flux, on construisit un pont en aval d'Isques, à l'endroit où la vallée se rétrécit. C'est cet ouvrage d'art qui est à l'origine de l'agglomération pont-de-briquoise et qui lui a donné son nom.
Une phrase de l'historien latin Florus laisse supposer que ce pont fut construit entre l'an 12 et l'an 9 d'avant notre ère, par Claudius Drusus, le frère de l'empereur Tibère.
Par ailleurs, un petit établissement gallo-romain, datant des Ier siècle et IIe siècle, a été mis au jour à Écault en 2004. En plus d'objets quotidiens, il a été retrouvé, autour des fondations de six maisons, des dépôts de scories laissant penser à un artisanat sidérurgique.
La voie romaine Amiens-Boulogne-sur-Mer ou via Agrippa de l'Océan passait par le quartier d'Audisque.

### Moyen Âge
Le toponyme Pont de Briques apparaît pour la première fois sous la forme de Pont de Brike dans une charte de 1278 qui précise les limites de la banlieue de Boulogne. Le pont supportait une route qui reliait Amiens à Boulogne. Cette voie entrait en Boulonnais en franchissant la Canche au bac d’Attin, puis gagnait Pont-de-Briques par Frencq, le hameau du Chemin à Neufchâtel, la forêt d’Hardelot, le Choquel, le hameau disparu de Sandune, Audisque et la rue au Sable.

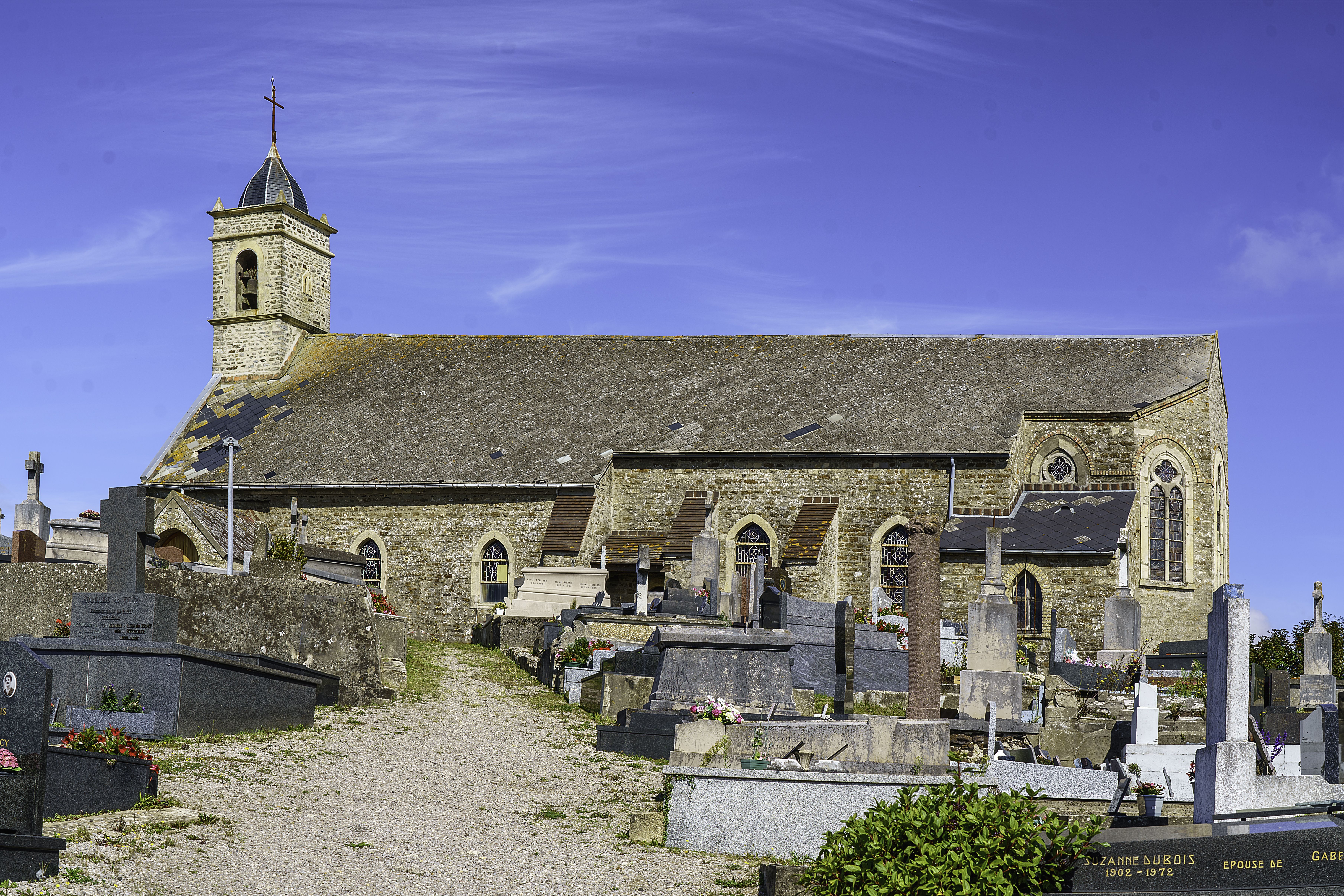
L'église actuelle d'Écault.

Audisque était connu dès le XIIe siècle pour son hôpital Saint-Nicolas où on accueillait les voyageurs venant en pèlerinage à Notre-Dame-de-Boulogne (basilique Notre-Dame-de-l'Immaculée-Conception de Boulogne-sur-Mer).
Un document du XIIIe siècle fait état de la présence d'une église sur le « moustier Saint-Etienne » vers 1121. Cette église fut une base de l'église actuelle d'Écault. Le monument fut en grande partie détruit au XIVe par les Anglais. En 1630, le curé Louis Macquet tenta de reconstruire l'église mais ne parvint pas à un résultat convenable.

### Période napoléonienne
Entre 1803 et 1805, Napoléon Bonaparte installa le campement d'une armée aux alentours de Boulogne-sur-Mer, dans le but de préparer une attaque contre le Royaume-Uni. Le camp de Boulogne accueillait ainsi l'Armée des côtes de l'Océan, qui allait devenir la Grande Armée. L'Empereur élut domicile dans le petit château de Pont-de-Briques, qui est actuellement sur le territoire de la commune de Saint-Léonard. Le choix de cette résidence était motivé par la facilité à accéder à Boulogne et son camp par le long de la Liane.

### XXesiècle
Lors de la Seconde Guerre mondiale, la commune, comme les autres communes du Boulonnais, subit de nombreux dégâts. En particulier, seules quelques maisons ont subsisté à Écault après le conflit.

## Politique et administration

### Découpage territorial
La commune se trouve dans l'arrondissement de Boulogne-sur-Mer du département du Pas-de-Calais.

#### Commune et intercommunalités
La commune est membre de la communauté d'agglomération du Boulonnais qui regroupe 22 communes et totalise 112 264 habitants en 2021.

#### Circonscriptions administratives
La commune est rattachée au canton d'Outreau.

#### Circonscriptions électorales
Pour l'élection des députés, la commune fait partie de la cinquième circonscription du Pas-de-Calais.

### Élections municipales et communautaires
La commune est une ville de gauche, privilégiant les candidats de gauche aux élections présidentielles et les plébiscitant aux élections régionales, législatives et cantonales. De plus, les derniers maires appartiennent au parti communiste.

#### Élections municipales 2020
- Maire sortant : Brigitte Passebosc (PCF)
- 29 sièges à pourvoir au conseil municipal (population légale 2017 : 5 076 habitants)
- 2 sièges à pourvoir au conseil communautaire (CA du Boulonnais)

| Tête de liste            | Tête de liste      | Liste | Premier tour | Premier tour | Sièges | Sièges |
| Tête de liste            | Tête de liste      | Liste | Voix         | %            | CM     | CC     |
| ------------------------ | ------------------ | ----- | ------------ | ------------ | ------ | ------ |
|                          | Brigitte Passebosc | PCF   | 1 173        | 62,82        | 24     | 2      |
|                          | Dominique Lhomel   |       | 694          | 37,17        | 5      | 0      |
|                          |                    |       |              |              |        |        |
| Votes valides            |                    |       |              |              |        |        |
| Votes blancs             |                    |       |              |              |        |        |
| Votes nuls               |                    |       |              |              |        |        |
| Total                    | Total              | Total |              | 100          |        |        |
| Abstention               |                    |       |              |              |        |        |
| Inscrits / participation |                    |       |              |              |        |        |

#### Liste des maires
| Période                                  | Période                    | Identité           | Étiquette | Qualité |
| ---------------------------------------- | -------------------------- | ------------------ | --------- | --- |
| Les données manquantes sont à compléter. |                            |                    |           | |
| 1871                                     | 1936                       | François Longuet   | Rad.ind.  | Officier d'académie, suppléant de la justice de paix de Samer Président de la section cantonale des pupilles de la nation, délégué cantonal, Officier d'académie                                 |
| Les données manquantes sont à compléter. |                            |                    |           | |
| 1953                                     | 1959                       | Georges Caron      |           | |
| 1959                                     |                            | Jacques Houillez   |           | |
| mars 1971                                | 1990                       | Jean Bardol        | PCF       | Instituteur Sénateur du Pas-de-Calais (1958 → 1973) Député du Pas-de-Calais (5e circ.) (1973 → 1981) Conseiller général de Samer (1951 → 1958 et 1982 → 2001) Démissionnaire                     |
| 1990                                     | septembre 2012             | Jean-Claude Juda   | PCF       | Conseiller pédagogique retraité Conseiller général de Samer (2001 → 2015) Démissionnaire |
| septembre 2012                           | En cours (au 5 avril 2022) | Brigitte Passebosc | PCF       | Enseignante en EPS Conseillère régionale du Nord-Pas-de-Calais (2004 → 2015) Conseillère départementale d'Outreau (depuis 2021) Réélue pour le mandat 2014-2020, Réélu pour le mandat 2020-2026, |

### Jumelages
Saint-Étienne-au-Mont est en partenariat avec :
- Kobongoye au Sénégal, par le biais du Club Nord-Sud.

La commune est jumelée avec :
| Ville | Ville  | Pays | Pays     | Période     |
| ----- | ------ | ---- | -------- | ----------- |
|       | Oeiras |      | Portugal | depuis 1996 |

## Équipements et services publics

### Enseignement

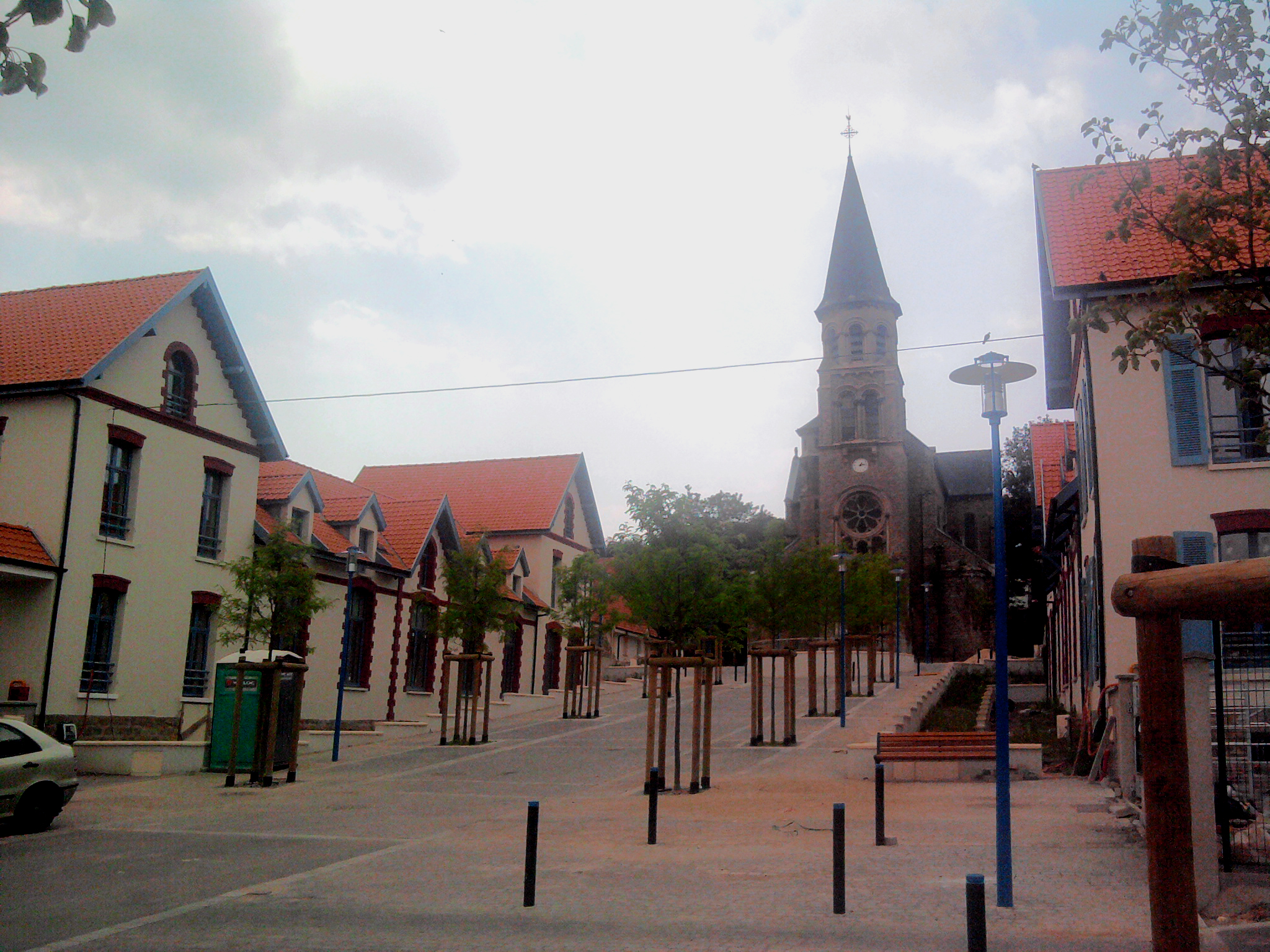
L'église de Pont-de-Briques, avec l'ancienne école Victor-Hugo (bâtiment rose).

La commune est située dans l'académie de Lille et dépend, pour les vacances scolaires, de la zone B.
La commune de Saint-Étienne-au-Mont dispose de six établissements assurant des enseignements pré-primaire, primaire et secondaire jusqu'au collège. Il y a deux écoles maternelles, deux écoles primaires, un groupe scolaire Ferry - Hugo et un collège.
Le collège Paul-Éluard de Pont-de-Briques accueille les élèves originaires de Saint-Étienne-au-Mont et d'autres communes des environs comme Condette, Saint-Léonard, Isques, etc. Cet établissement dispose également d'une SEGPA et d'une UPI qui accueillent les enfants du Boulonnais. Le collège propose également à ses élèves, par le biais d'une association, des voyages à l'étranger, à Canterbury au Royaume-Uni, à Zell am See en Autriche ou au marché de Noël d'Aix-la-Chapelle. Un club organise également un échange avec le village sénégalais de Kobongoye, sur des fonds récoltés en organisant un marché de Noël.

### Culture

#### Atelier d'éveil d'art
L'Atelier d'éveil à l'art, situé à côté des Annexes, servait à faire découvrir à toute personne voulant découvrir et pratiquer l'art gratuitement. Il était dirigé par un artiste, qui travaillait pour la commune (Le Centre de loisirs). Il accueillait dans son atelier des enfants des centres de loisirs, des adultes avec un Club adultes… Et à chaque fin d'année, de nombreuses personnes étaient récompensées avec Le Prix de l'Artiste, qui était remis en main propre par l'artiste. Les travaux étaient présentés en exposition vers le mois de juin jusqu'en 2011.

#### La médiathèque
La médiathèque du Château-Calonne abrite différentes structures :
- la bibliothèque, avec plus de 900 ouvrages ;
- un cyber-centre permettant l'accès au multimedia ;
- une musicothèque proposant à l'emprunt des CD et des cassettes.

Certains spectacles ou expositions ont lieu dans ce château.

### Justice, sécurité, secours et défense
Saint-Étienne-au-Mont relève du tribunal d'instance de Boulogne-sur-Mer, du tribunal de grande instance de Boulogne-sur-Mer, de la cour d'appel de Douai, du tribunal pour enfants de Boulogne-sur-Mer, du conseil de prud'hommes de Boulogne-sur-Mer, du tribunal de commerce de Boulogne-sur-Mer, du tribunal administratif de Lille et de la cour administrative d'appel de Douai.

## Population et société

### Démographie
Les habitants sont appelés les Stéphanois.

#### Évolution démographique
L'évolution du nombre d'habitants est connue à travers les recensements de la population effectués dans la commune depuis 1793. Pour les communes de moins de 10 000 habitants, une enquête de recensement portant sur toute la population est réalisée tous les cinq ans, les populations de référence des années intermédiaires étant quant à elles estimées par interpolation ou extrapolation. Pour la commune, le premier recensement exhaustif entrant dans le cadre du nouveau dispositif a été réalisé en 2007.

En 2022, la commune comptait 5 051 habitants, en évolution de −0,67 % par rapport à 2016 (Pas-de-Calais : −0,72 %, France hors Mayotte : +2,11 %).
| 1793 | 1800 | 1806 | 1821 | 1831 | 1836 | 1841 | 1846 | 1851 |
| ---- | ---- | ---- | ---- | ---- | ---- | ---- | ---- | ---- |
| 357  | 338  | 373  | 401  | 514  | 524  | 575  | 547  | 352  |

| 1856 | 1861 | 1866  | 1872  | 1876  | 1881  | 1886  | 1891  | 1896  |
| ---- | ---- | ----- | ----- | ----- | ----- | ----- | ----- | ----- |
| 567  | 709  | 1 101 | 1 188 | 1 333 | 1 430 | 1 463 | 1 479 | 1 596 |

| 1901  | 1906  | 1911  | 1921  | 1926  | 1931  | 1936  | 1946  | 1954  |
| ----- | ----- | ----- | ----- | ----- | ----- | ----- | ----- | ----- |
| 1 636 | 1 866 | 2 052 | 2 153 | 2 323 | 2 510 | 2 548 | 2 715 | 3 058 |

| 1962  | 1968  | 1975  | 1982  | 1990  | 1999  | 2006  | 2007  | 2012  |
| ----- | ----- | ----- | ----- | ----- | ----- | ----- | ----- | ----- |
| 3 423 | 4 389 | 4 301 | 4 632 | 5 037 | 4 995 | 5 059 | 5 068 | 5 097 |

| 2017  | 2022  | - | - | - | - | - | - | - |
| ----- | ----- | - | - | - | - | - | - | - |
| 5 076 | 5 051 | - | - | - | - | - | - | - |

#### Pyramide des âges
En 2022, le taux de personnes d'un âge inférieur à 30 ans s'élève à 35,6 %, soit en dessous de la moyenne départementale (35,9 %). De même, le taux de personnes d'âge supérieur à 60 ans est de 25,7 % la même année, alors qu'il est de 25,8 % au niveau départemental.
En 2022, la commune comptait 2 418 hommes pour 2 633 femmes, soit un taux de 52,13 % de femmes, supérieur au taux départemental (51,59 %).
Les pyramides des âges de la commune et du département s'établissent comme suit :
| Hommes | Classe d’âge | Femmes |
| ------ | ------------ | ------ |
| 0,5    | 90 ou +      | 1,5    |
| 5,0    | 75-89 ans    | 7,7    |
| 18,5   | 60-74 ans    | 18,1   |
| 18,9   | 45-59 ans    | 18,9   |
| 19,8   | 30-44 ans    | 19,9   |
| 17,5   | 15-29 ans    | 14,7   |
| 19,8   | 0-14 ans     | 19,2   |

| Hommes | Classe d’âge | Femmes |
| ------ | ------------ | ------ |
| 0,5    | 90 ou +      | 1,6    |
| 5,6    | 75-89 ans    | 8,9    |
| 16,7   | 60-74 ans    | 18,1   |
| 20,2   | 45-59 ans    | 19,2   |
| 18,9   | 30-44 ans    | 18,1   |
| 18,2   | 15-29 ans    | 16,2   |
| 19,9   | 0-14 ans     | 17,9   |

### Manifestations culturelles et festivités

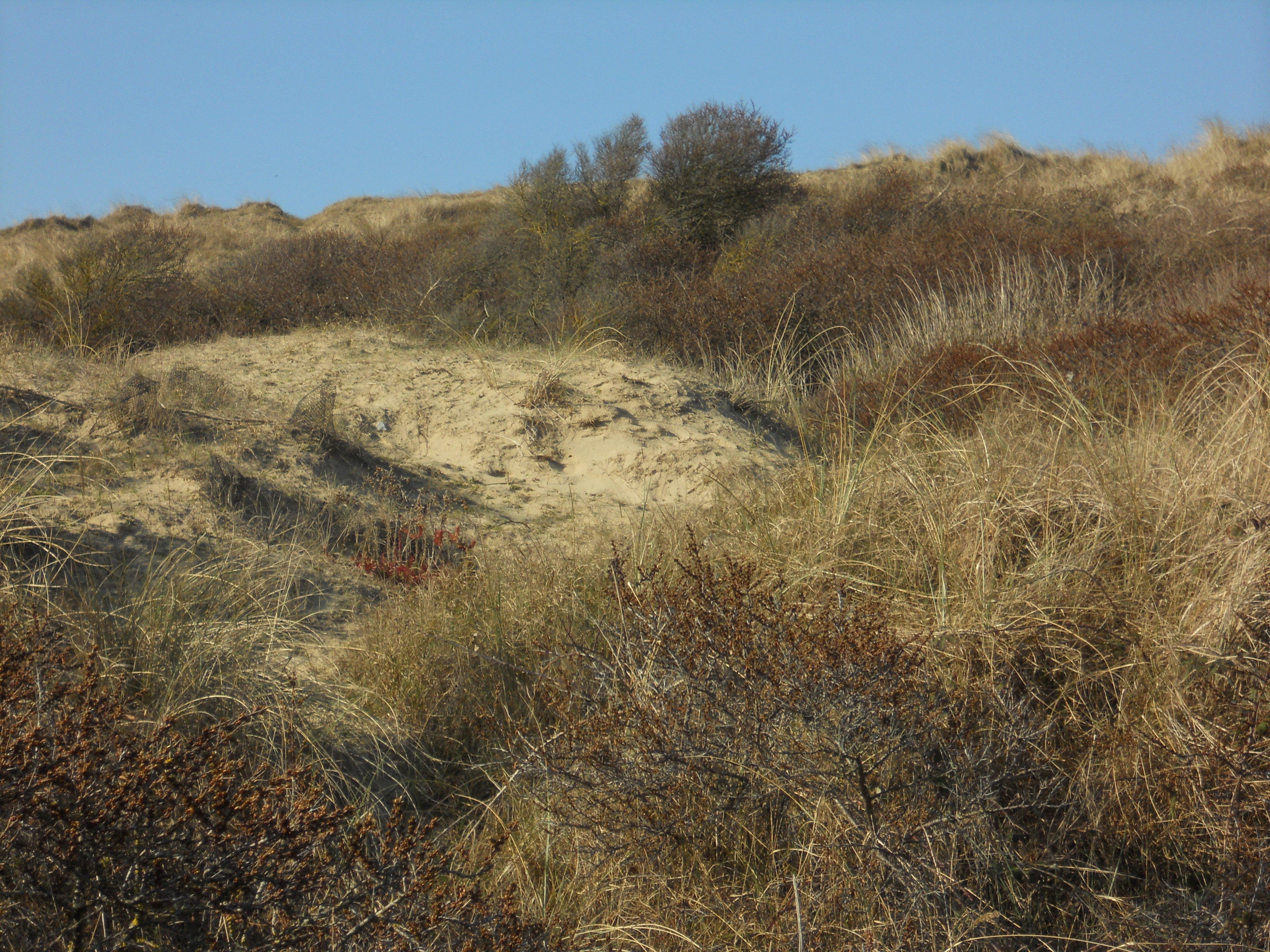
Les dunes d'Écault.

- Nature en Peinture, les peintres dans les dunes, environ vers les 26-28 septembre ;
- Commémoration des combattants morts pour la France, le 11 novembre au monument aux morts ;
- les Caddies de la Solidarité, mis en place par le Secours populaire et les centres de loisirs à Intermarché et dans la commune, afin de collecter des denrées alimentaires ;
- concours des Balcons Fleuris ;
- colis de Noël remis dans la commune ;
- Max-de-Zik, festival anti-violence, au début du mois de septembre ;
- repas Halloween fait par les Comités de Quartier en octobre ;
- Saint-Nicolas, qui passe dans les rues d'Écault et de Pont-de-Briques le 6 décembre ;
- la Fête Populaire qui a lieu en mai, avec braderies et animations musicales ;
- la Fête de la Dune en août ;
- braderie nocturne le 17-18 juin ;
- les 6 miles de Pont-de-Briques, en même temps que l'Enduropale du Touquet.

### Sports et loisirs

#### Équipements sportifs
On trouve à Pont-de-Briques deux terrains de football, dont un synthétique, plusieurs salles omnisports, une piste d'athlétisme, un court de tennis couvert, un boulodrome, etc.
Par ailleurs, Écault profite également d'une salle de sport, d'un terrain de basket extérieur, etc.

#### Sentier pédestre
Le sentier de grande randonnée GR 120 ou GR littoral (partie du sentier européen E9 allant du Portugal à l'Estonie), appelé aussi sentier des douaniers, traverse la commune en longeant la côte.

#### Tour de France de 2012
Saint-Étienne-au-Mont est l'une des dernières villes de la 3e étape du Tour de France 2012 (Orchies-Boulogne-sur-Mer venant de Condette à Isques par la rue Edmond-Madaré, départementale 940).

### Vie associative et centre de loisirs

#### Maisons de Quartiers
La commune a des Maisons de Quartier :
- Centre Salvador-Allende (résidence Salvador-Allende), qui sert de Maison de Quartier, et d'aide aux devoirs, ainsi que de centre de loisir à l'année.
- Centre des Quenelest (résidence les Quenelest), qui sert aussi de Maison de Quartier, ainsi que d'aide aux devoirs et de Centre de loisirs à l'année.
- Centre d'Olympe (résidence Olympe), qui sert aussi de Maison de Quartier, ainsi que d'aide aux devoirs et de centre de loisir à l'année.

#### Centre de Loisirs
Le Centre de Loisirs, appelé Annexes, est à côté de la Médiathèque de la commune, qui accueille les enfants l'été et à l'année.
Centres qui sont ouverts uniquement à l'année
- Le Centre des Annexes qui accueille les 10-13 ans l'été, les 10-13/7-9 et 3-6 ans à l'année Comme le C.A.J et les Maisons de Quartiers
- Le Centre Jules-Ferry (école Ferry-Hugo) qui accueille les 7-9 ans à l'été.
- Le Centre Elsa-Triolet (école Elsa-Triolet) 3-6 ans l'été.
- Le Centre d'Écault, accueille les 3-6,7-9 et 10-13 ans l'été (uniquement Écault).

#### Centre d'animation jeunesse
Le Centre d'animation jeunesse, accueille les ados (12-18 ans) l'été et l'année, les adolescents choisissent les activités en fonction de leurs envies, et ils sont autonomes.
Le C.A.J, accueille aussi les 3-6, les 7-9, et les 10-13 ans uniquement l'année, et l'aide aux devoirs pour les habitants d'Écault.
Aides aux devoirs
Les aides aux devoirs sont situées majoritairement dans les Maisons de Quartier mais aussi au C.A.J. ou à la médiathèque. Gratuit, ils acceptent uniquement les élèves de la primaire (C.P) au lycée (terminale).

## Économie

### Revenus de la population et fiscalité
En 2021, la commune compte 2 074 ménages fiscaux, regroupant 5 054 personnes.
Le revenu fiscal médian par ménage, le taux de pauvreté des ménages et la part des ménages fiscaux imposés de la commune, du département du Pas-de-Calais et de la métropole sont les suivants :
- le revenu fiscal médian par ménage de la commune est de 20 630 €, légèrement inférieur à celui du département du Pas-de-Calais (20 720 €) et inférieur à celui de la France métropolitaine (23 080 €)[Insee 13],[Insee 14],[Insee 15] ;
- le taux de pauvreté des ménages de la commune est de 17 %, de 18,4 % au niveau du département et de 14,9 % au niveau de la métropole[Insee 16],[Insee 17],[Insee 18] ;
- la part des ménages fiscaux imposés dans la commune est de 42 %, de 44,1 % au niveau du département et de 53,4 % au niveau de la métropole[Insee 13],[Insee 14],[Insee 15].

### Emploi
|                       | 2011   | 2016   | 2022   |
| --------------------- | ------ | ------ | ------ |
| Commune               | 17,0 % | 18,3 % | 12,4 % |
| Département           | 11,3 % | 13,7 % | 11,2 % |
| France métropolitaine | 11,6 % | 13,7 % | 11,7 % |

En 2022, la population âgée de 15 à 64 ans s'élève à 3 144 personnes, parmi lesquelles on compte 73,5 % d'actifs (64,4 % ayant un emploi et 9,1 % de chômeurs) et 26,5 % d'inactifs,. En 2022, le taux de chômage communal (au sens du recensement) des 15-64 ans est supérieur à celui du département et supérieur à celui de la France métropolitaine.
La commune fait partie de la couronne de l'aire d'attraction de Boulogne-sur-Mer, du fait qu'au moins 15 % des actifs travaillent dans le pôle,. Elle compte 827 emplois en 2022, contre 821 en 2016 et 949 en 2011. Le nombre d'actifs ayant un emploi résidant dans la commune est de 2 046, soit un indicateur de concentration d'emploi de 40,4 et un taux d'activité parmi les 15 ans ou plus de 57,4 %.
Sur ces 2 046 actifs de 15 ans ou plus ayant un emploi, 1 778 travaillent dans la commune, soit 87,0 % des habitants. Pour se rendre au travail, 88,0 % des habitants utilisent une voiture, un camion ou une fourgonnette, 3,9 % les transports en commun, 5,8 % s'y rendent en deux-roues motorisé, à vélo ou à pied et 2,2 % n'ont pas besoin de transport (travail au domicile).

### Entreprises et commerces

#### Activités hors agriculture
198 établissements marchands non agricoles sont économiquement actifs en 2022 à Saint-Étienne-au-Mont,,.
| Secteur d'activité                                                                                        | Commune | Commune | Département |
| Secteur d'activité                                                                                        | Nombre  | %       | %           |
| --- | ------- | ------- | ----------- |
| Ensemble                                                                                                  | 198     | 100 %   | (100 %)     |
| Industrie manufacturière, industries extractives et autres                                                | 17      | 8,6 %   | (5,3 %)     |
| Construction                                                                                              | 19      | 9,6 %   | (11,7 %)    |
| Commerce de gros et de détail, transports, hébergement et restauration                                    | 56      | 28,3 %  | (22,5 %)    |
| Information et communication                                                                              | 5       | 2,5 %   | (3,6 %)     |
| Activités financières et d'assurance                                                                      | 12      | 6,1 %   | (5,3 %)     |
| Activités immobilières                                                                                    | 9       | 4,5 %   | (5,7 %)     |
| Activités spécialisées, scientifiques et techniques et activités de services administratifs et de soutien | 19      | 9,6 %   | (20,2 %)    |
| Administration publique, enseignement, santé humaine et action sociale                                    | 36      | 18,2 %  | (15,8 %)    |
| Autres activités de services                                                                              | 25      | 12,6 %  | (9,9 %)     |

Le secteur du commerce de gros et de détail, transports, hébergement et restauration est prépondérant sur la commune puisqu'il représente 28,3 % du nombre total d'établissements de la commune (56 sur les 198 entreprises implantées  à Saint-Étienne-au-Mont), contre 22,5 % au niveau départemental, et à l'inverse le secteur des activités spécialisées, scientifiques et techniques et activités de services administratifs et de soutien avec 9,6 % du nombre total d'établissements de la commune est inférieur à celui du département (20,2 %).

#### Agriculture
La commune est dans le « Boulonnais », une petite région agricole dans le département du Pas-de-Calais. En 2020, l'orientation technico-économique de l'agriculture  sur la commune est l'élevage bovin, orientation mixte lait et viande. 
|               | 1988 | 2000 | 2010 | 2020 |
| ------------- | ---- | ---- | ---- | ---- |
| Exploitations | 18   | 11   | 6    | 5    |
| SAU (ha)      | 432  | 393  | 368  | 315  |

Le nombre d'exploitations agricoles en activité et ayant leur siège dans la commune est passé de 18 lors du recensement agricole de 1988 à 11 en 2000 puis à 6 en 2010 et enfin à 5 en 2020, soit une baisse de 72 %. La surface agricole utilisée sur la commune a également diminué, passant de 432 ha en 1988 à 315 ha en 2020 (soit - 27,08 %). Parallèlement la surface agricole utilisée moyenne par exploitation a augmenté, passant de 24 à 63 ha,.

### Tourisme
Au 1er janvier 2025, la commune dispose d'un camping totalisant 87 emplacements.

## Culture locale et patrimoine

### Lieux et monuments

#### Monument historique
- Le château d'Audisque, de 1747. Ce château fait l’objet d’une inscription au titre des monuments historiques depuis le 29 décembre 1978 et le 2 février 2016[75],[76].

#### Autres lieux et monuments
- L'église Sainte-Thérèse, de la fin du XIXe siècle[77]Église Sainte-Thérèse de Pont-de-Briques.
- Le monument aux morts[78].
- La gare de Pont-de-Briques.
- Le château de Pont-de-Briques.

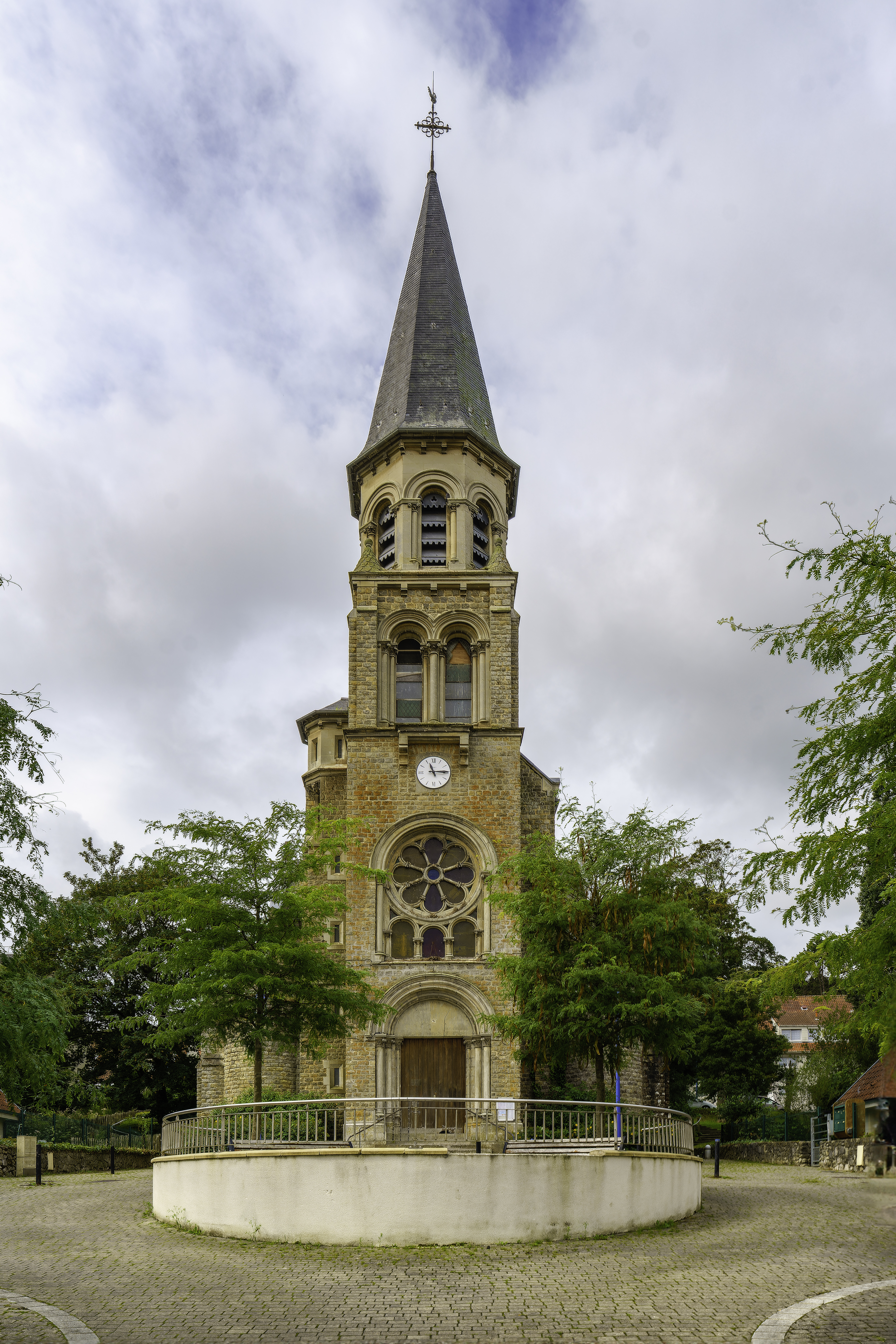
Église Sainte-Thérèse de Pont-de-Briques.

- Le Pont-de-Briques, un pont traversant la Liane.
- Aréna, la maison des Dunes, centre d'interprétation de l'environnement, à Écault Aréna, le centre des Dunes.
- Le Domaine de la Converserie[79].
- Le Réfectoire des A.P.O.

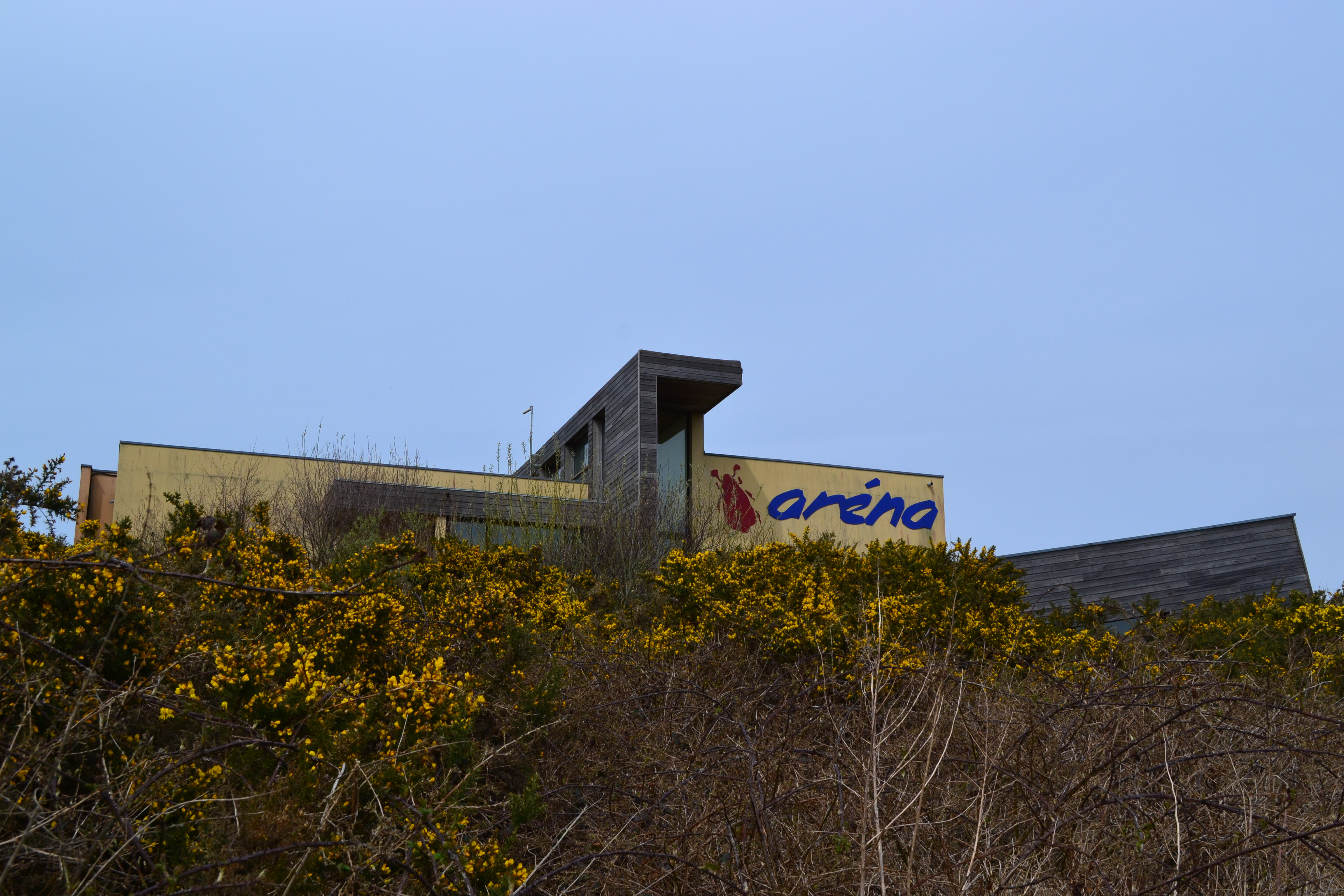
Aréna, le centre des Dunes.

- Le cimetière militaire de Saint-Étienne-au-Mont où reposent des travailleurs chinois et sud-africains employés par l'armée britannique durant la Première Guerre mondiale[80].
- Le Buste mémorial du chemin des Juifs dans la forêt d'Ecault.
- La croix de Saint-Augustin au près-Catelan[81].
- La chapelle de Pont-de-Briques.
- Le château Calonne.

### Patrimoine culturel

#### Langues

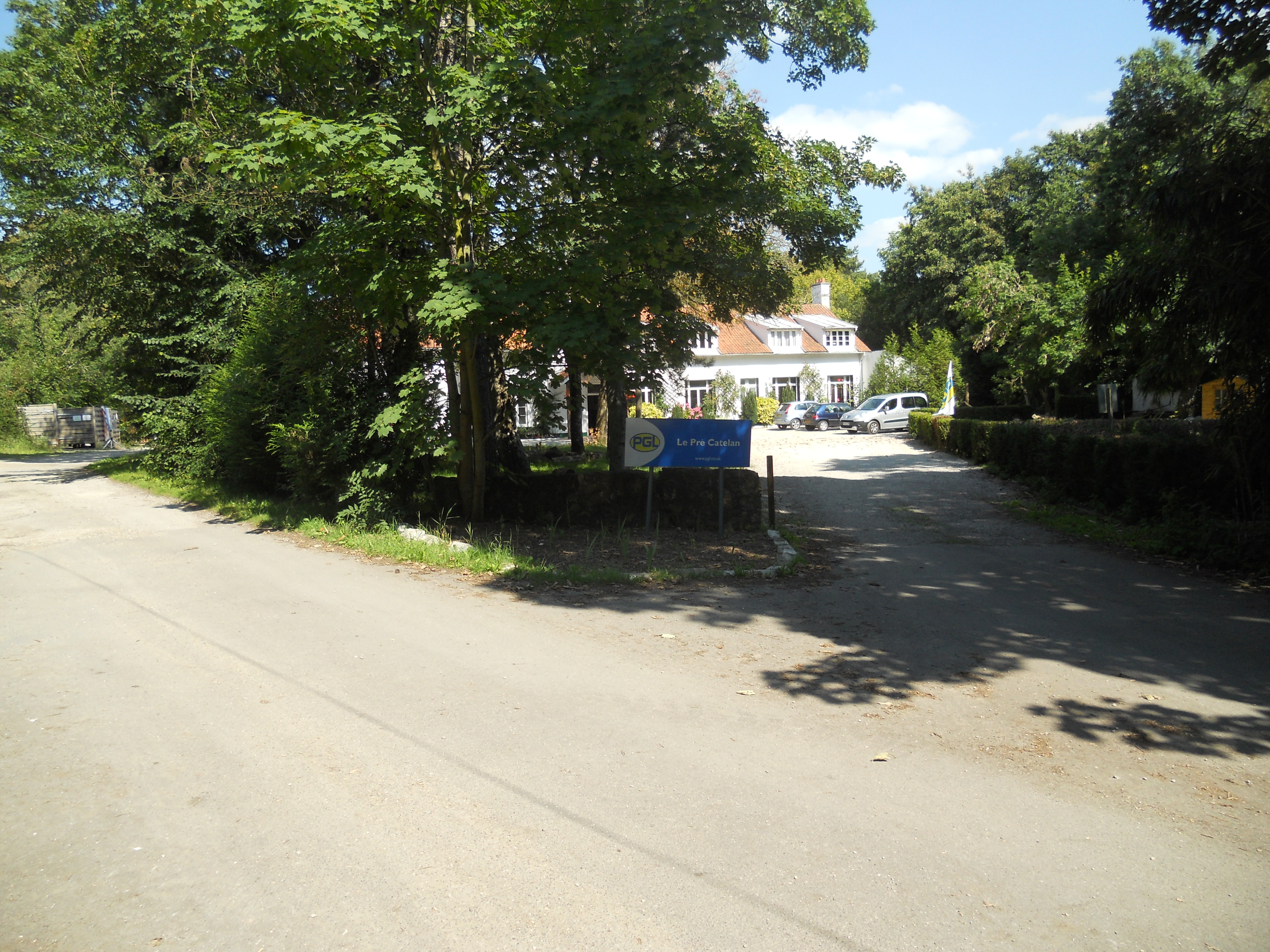
Le centre du Pré Catelan, zone anglophone à Écault.

La langue principalement parlée à Saint-Étienne-au-Mont est le français.
Le dialecte local fait partie des dialectes du Boulonnais et, plus largement, est une variété du picard.
Situé au sud d'Écault, à la frontière intercommunale avec Hardelot, le centre de vacances du Pré Catelan britannique (PGL) accueille les écoles du Royaume-Uni pour découvrir la France. On parle beaucoup plus l'anglais dans cette partie de la commune que français.

#### Éluise el Moulièrela géante de l'estran
À la suite d'un partenariat avec la ville d'Équihen-Plage, un géant est installé à Écault par les jeunes membres du C.A.J, le parc naturel régional et les habitants des deux communes.
Éluise symbolise l'estran entre Saint-Étienne-au-Mont et Équihen-Plage.

### Personnalités liées à la commune
- Catherine Muller, née en 1969 dans la commune, championne du monde d'aviron en skiff poids léger en 1995.

### Héraldique
| Blason de Saint-Étienne-au-Mont | Blason  | D'azur au pont isolé de deux arches d'argent maçonné de sable; au chef cousu de sinople semé d'abeilles en vol d'or. |
| Blason de Saint-Étienne-au-Mont | Détails | Adopté par la municipalité en 1965.                                                                                  |

Ces armes sont relativement récentes : elles ont été créées en 1965, lorsque l'agglomération de Pont-de-Briques souhaita se doter d'armes qui ne reprennent pas celles des sénéchaux du Boulonnais.

## Pour approfondir

#### Bases de données, dictionnaires et encyclopédies
- Ressources relatives à la géographie :   - Insee (communes)
  - Ldh/EHESS/Cassini
- Ressource relative à plusieurs domaines :   - Annuaire du service public français
- Notices d'autorité :   - VIAF
  - BnF (données)
  - IdRef